# Eindhovense Aero Club/ KLU zc

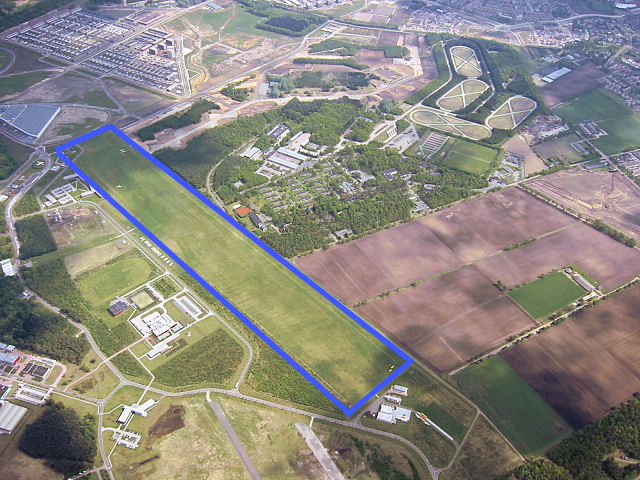
Vliegstrip van de EAC/KLu zc

De Eindhovense Aeroclub/Koninklijke Luchtmacht zweefvliegcombinatie, kortweg EAC/KLu zc, vloog van 1932 tot 2015 vanaf vliegveld Welschap en was met ruim 150 vliegende leden een van de grootste zweefvlieg verenigingen in Nederland.

## Historie
Al voor de officiële opening van het Eindhovense vliegveld Welschap op 10 september 1932 bestond er al een Eindhovense club van zweefvliegers. In mei 1932 werden er voor het eerst plannen gesmeed om zelf een zweefvliegtuig te gaan bouwen. Na de oprichting van de Eindhovensche Zweefvlieg Club (EZC) op 11 juni 1932 begint de dan al 22 leden tellende vereniging met de bouw van het vliegtuig, een ESG-29. De tweede week van september werden er de eerste starts mee gemaakt, het daadwerkelijke begin van de zweefvliegerij op het vliegveld Eindhoven.
Op 28 september 1932 wordt op vliegveld Welschap een nieuwe motorvliegclub opgericht, de Noord-Brabantse Aero Club (NBAC). Een maand later besluit de Eindhovense Zweefvliegclub zich hierbij aan te sluiten. Het duurt nog tot 1938 voordat besloten wordt de beide verenigingen te fuseren. De nieuwe club heet voortaan de Eindhovense Aero Club (EAC).
In 1973 wordt de EAC weer opgesplitst in twee zelfstandige afdelingen: de EACm voor de motorvliegers en de EACz voor de zweefvliegers.

In 2015 wordt bekend dat de EAC/KLu zc gaat fuseren met de Venlose Zweefvliegclub (VZC). De vereniging was gedwongen te verhuizen omdat Eindhoven Airport te druk werd.